# Casa de J. D. Holman
La Casa de J. D. Holman es una residencia histórica ubicada en Ozark, Alabama, Estados Unidos. Es una de las casas neoclásicas más elaboradas de la región de Wiregrass, fue construida entre 1912 y 1913 para Jesse DeCosta Holman, un comerciante local prominente. La casa fue incluida en el Registro Nacional de Lugares Históricos en 1982.

## Historia
Holman, oriundo de Ozark, se inició en el negocio de la ganadería en la década de 1890 vendiendo una mula que  pertenecía a su padre. El negocio floreció y le permitió invertir en otras empresas, incluida una fábrica de algodón (una de las primeras en el sureste de Alabama) y un concesionario de Buick.
La casa fue construida entre 1912 y 1913 a un costo de alrededor de $75,000. Después de la muerte de Holman en 1960, permaneció en la familia hasta 1982, cuando fue comprado por Jack Mizell por $120,000. La ciudad de Ozark compró la casa en 2013 por $296,000.

## Descripción
La casa es una estructura de dos pisos, que mide aproximadamente 62 pies (19 metros) cuadrados. Fue diseñado en estilo neoclásico por el arquitecto oriundo de Montgomery, C. Frank Galliher.
Dos pórticos idénticos están centrados en las elevaciones frontal y oeste, frente a las calles Broad y Mutual. Cuatro columnas corintias sostienen un frontón triangular y un entablamento. Una ventana ovalada elaboradamente perfilada adorna el centro del frontón. La entrada principal está rodeada por un travesaño enrejado y lucernarios flanqueados por pilastras con capiteles a juego con las columnas principales. Sobre la entrada principal hay un balcón con barandas de hierro forjado, que cuenta con una puerta con travesaños y luces laterales similares a las de abajo. El pórtico está enmarcado por pilastras contra la casa que coinciden con las columnas principales.
Un porche envolvente se extiende alrededor de los lados oeste, sur (frente) y este de la casa. En el alzado frontal, ventanas francesas con lucernarios a ambos lados del pórtico se abren hacia el porche. Las ventanas abatibles con luces de celosía arriba se encuentran en el segundo piso sobre las ventanas francesas. En el lado este, hay dos ventanas francesas con marcos en la parte superior y una puerta-cochera debajo de un pequeño balcón. Las ventanas en la elevación oeste son ventanas de guillotina de dos hojas una sobre una, a excepción de las ventanas en un porche para dormir en la parte trasera de la casa.
El interior de la casa se distribuye con un recibidor central con dos dormitorios y biblioteca a un lado y comedor y salón al otro. Una repisa de la biblioteca presenta relieves de un caballo y una mula, emblemáticos de los primeros negocios de Holman. La escalera al final de la sala está flanqueada por columnas corintias. La segunda planta corresponde a la primera, con recibidor central entre tres dormitorios, dos baños, vestidor y acceso al porche.